# Richard de Douvres
Richard de Douvres (Ricardus) est un évêque de Bayeux du début du XIIe siècle.

## Famille
Richard est le fils de Samson de Worcester, évêque de Worcester (1096-1112), neveu de Thomas de Bayeux, archevêque d'York (1070-1100) et frère de Thomas II, un autre archevêque d'York. Il est également l'oncle de Richard de Gloucester, son successeur à l'évêché de Bayeux.

## Biographie
Grand vicaire d'Odon de Conteville, il succède à Turold de Brémoy à l'évêché de Bayeux en 1107, nommé par le roi Henri Ier. Il est consacré évêque de Bayeux en octobre 1119 lors du concile de Reims par le pape Calixte II. Alors qu'il signait déjà des chartes comme évêque, rien n'explique le délai quant à sa consécration.
Il préside en 1128 un concile provincial auquel assiste l'archevêque de Rouen, ses évêques suffragants de Lisieux, Avranches, Coutances et Sées, Geoffroy de Lèves, évêque de Chartres, Josselin de Vierzy, évêque de Soissons, ainsi que de nombreux abbés et le roi Henri Ier. Il consacre le 14 septembre 1130 Hugues III d'Amiens archevêque de Rouen. Il assiste également au sacre du roi Louis VII de France à Reims le 25 octobre 1131.
Il donne à l'évêché la baronnie de Douvres dont il est seigneur. Il est également le fondateur du prieuré du Plessis-Grimoult.
Richard meurt la semaine de Pâques 1133 et est inhumé dans la cathédrale.